# 037II型导弹护卫艇
037-II型导弹护卫艇（北约代号：Houjian-class Corvette），由广州黄埔造船厂为中国人民解放军海军建造，共六艘。曾經全部配属中國人民解放軍駐香港部隊，已部分被056A型飛彈護衛艦取代。

## 设计与部署
1980年代末期中国確定可在1997年如期回收香港，中国即開始研擬配發艦艇型號；當時是701所、708所兩間團隊競爭，雖然同樣是以037型反潜护卫艇為基礎設計，701所的方案較為保守，而708所概念較為複雜，但最後駐港軍艦的訂單由708所奪得，代號037-II。701所的保守改良方案則成為037-IG，同樣的也投入量產。但037-II是中國首次通过招标形式订购的军用舰艇。
037-II首艦於1990年開工，作为一个技术演示以及概念实验性船舶，并在1995年的演习中成功发射了一枚鹰击81反舰导弹。在1997年之前又完成了3艘同級艦，但本級艦技術複雜，特别是在陕西柴油机厂许可生产的SEMT柴油发动机價格不菲，解放軍當時也不堪負荷，使得后续生产计划被终止。第五艘船774号廉江艇，始建于2001年，再次对一些新技术进行了论证，例如新的SEMT发动机，新的涡轮增压器和俄引進的AK-176艦炮。
该艇设计配备鹰击8A反舰导弹，76A型双管37管主炮和双管30副炮，柴油发动机和多轴螺旋桨推进系统。
037-II出過的主要意外主角皆為廉江艦。第一次在2001年，在交艦測試前與一艘往返于香港 - 广州航线的快速渡轮相撞；第二次是在2006年6月，它再次与一艘中国货轮相撞，并立即沉没。13名军人在事故中失踪。后来该船被打捞出水后转移至船厂进行了修复工作，2008年恢復服役。